# Complexe Jules-Dallaire
Le Complexe Jules-Dallaire est un complexe à vocation mixte, comprenant des logements résidentiels et des espaces de bureaux. Il est situé à l'intersection du boulevard Laurier et de la route de l'Église dans l'arrondissement de Sainte-Foy-Sillery-Cap-Rouge, à Québec. Le complexe est composé de deux tours de 17 et 28 étages.

## Historique

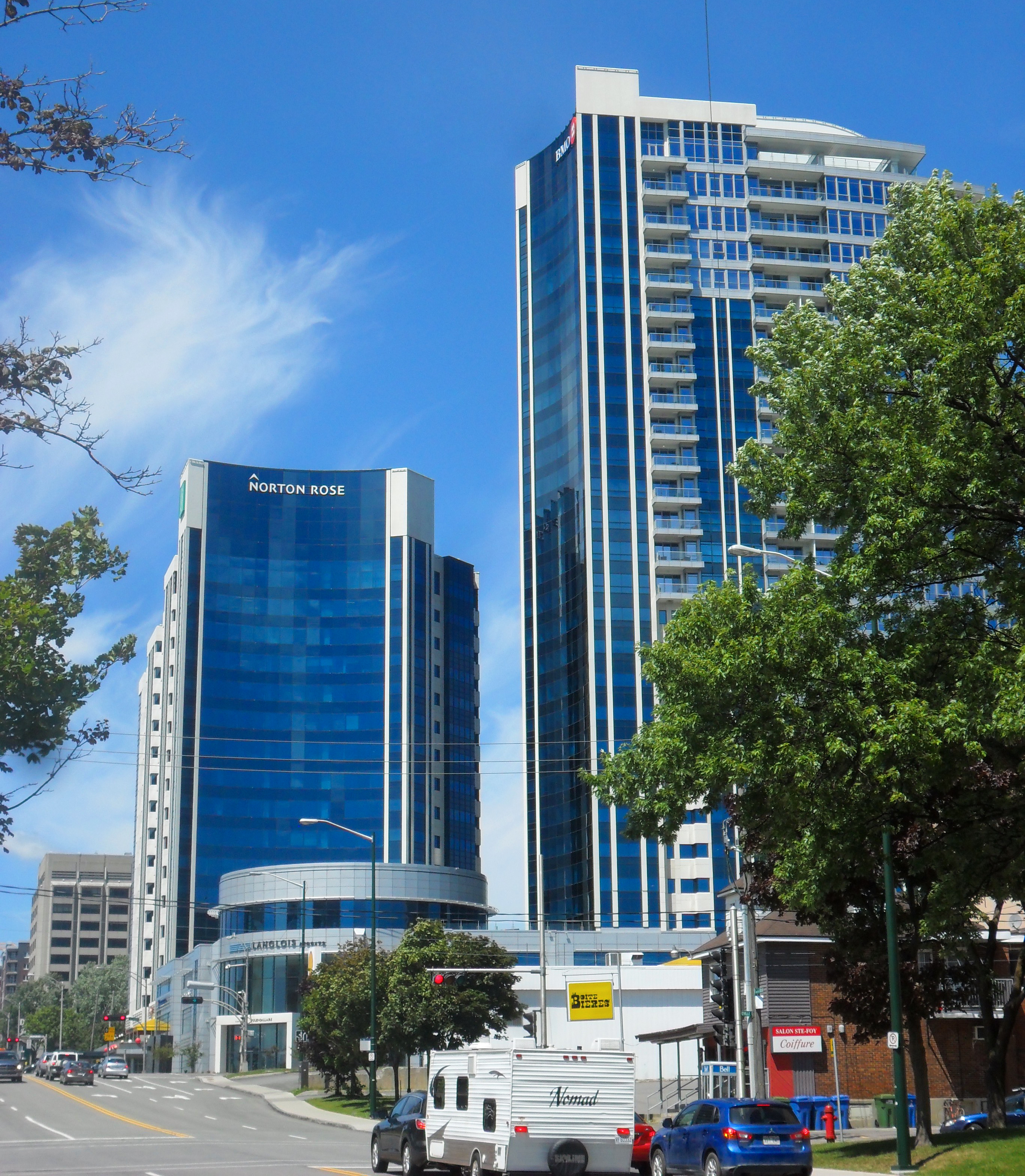
Le complexe en juillet 2016.

En octobre 2007, le groupe Cominar acquiert pour 9,7 millions de dollars un terrain de 120 000 pieds carrés situé au 2828, boulevard Laurier. Le site accueillait auparavant le Motel L’Abitation. 
D'abord, des travaux d'excavation sont opérés sur l'ensemble du site à partir de janvier 2008. Les premières esquisses sont dévoilées vers la fin de l'année, fixant à 17 le nombre d'étages de la première tour. Au cours de sa construction, le complexe suscite de nombreuses critiques quant à sa hauteur projetée. Finalement, les travaux de la première tour, incluant les premiers étages de la deuxième, sont achevés au début de 2010.
La construction de la deuxième tour, d'une hauteur de 28 étages, débute à l'automne 2011. Les coûts sont estimés à 80 M $. Les travaux se terminent à la fin de l'année 2013.
Le 1er mars 2022, le Groupe Mach fait l'acquisition du Complexe Jules-Dallaire[réf. nécessaire].

## Description
Les deux tours, certifiées LEED, sont de couleur blanche ou métallique à la fenestration teintée de bleu. Chaque tour possède une façade entièrement recouverte de verre. La tour 1 (17 étages) possède 15 étages de bureaux et 2 étages commerciaux. La tour 2 (28 étages) possède 15 étages résidentiels, 11 étages de bureaux et 2 étages commerciaux. En tout, le complexe est muni de 14 ascenseurs. La première tour porte d'abord l'identification extérieure d'Ogilvy Renault, puis Desjardins et Norton Rose, tandis que la deuxième tour porte le logo de BMO depuis 2016.